# 弗魯安群島
63°59′34″N 9°03′13″E / 63.9928°N 9.0535°E
弗魯安群島是挪威的群島，由南特倫德拉格郡負責管轄，由數百座島嶼組成，群島全長約40公里，最高點海拔高度49米，主要經濟活動有漁業和農業，2001年人口僅63。